# Ана Паула Арозіу
Ана Паула Арозіу (*16 липня 1975, Сан-Паулу, Бразилія) — бразильська акторка.

## Телебачення
- Кістки барона (1997)
- Дорога (2005)